# Amphilophus rhytisma
Amphilophus rhytisma е вид лъчеперка от семейство Цихлиди (Cichlidae). Видът е незастрашен от изчезване.

## Разпространение
Разпространен е в Коста Рика.

## Описание
На дължина достигат до 13,5 cm.
Популацията на вида е стабилна.